# First Division 2018 (Irlanda)
La First Division 2018 è stata la 98ª edizione del secondo livello del campionato irlandese di calcio. La stagione è iniziata il 23 febbraio ed è terminata il 2 novembre 2018. Al contrario delle precedenti edizioni, al torne hanno partecipato 10 squadre, con il ritorno del sistema dello spareggio promozione/retrocessione.
Il campionato è stato vinto dallo UCD, che è stato promosso in Premier Division. Dopo aver vinto lo spareggio promozione, anche il Finn Harps è stato promosso in Premier Division.

## Stagione

### Novità
Alla fine della First Division 2017 il Waterford, primo classificato, è stato promosso in Premier Division 2018. Dalla Premier Division 2017 è retrocesso il Drogheda United.

### Formula
Le 10 squadre partecipanti si affrontano tre volte nel corso della stagione, per un totale di 27 giornate.
La prima classificata ottiene la promozione in Premier Division.

La seconda, la terza e la quarta classificata del campionato sono ammesse ai play-off promozione.

## Squadre partecipanti
| Club           | Città                | Stadio            | Stagione precedente           |
| -------------- | -------------------- | ----------------- | ----------------------------- |
| Athlone Town   | Athlone              | Athlone Town Park | 8º posto in First Division    |
| Cabinteely     | Dublino (Blackrock)  | Stradbrook Road   | 6º posto in First Division    |
| Cobh Ramblers  | Cobh                 | St. Colman's Park | 2º posto in First Division    |
| Drogheda Utd   | Drogheda             | Hunky Dorys Park  | 12º posto in Premier Division |
| Finn Harps     | Ballybofey           | Finn Park         | 11º posto in Premier Division |
| Galway United  | Galway               | Eamonn Deacy Park | 10º posto in Premier Division |
| Longford Town  | Longford             | Flancare Park     | 5º posto in First Division    |
| Shelbourne     | Dublino (Drumcondra) | Tolka Park        | 4º posto in First Division    |
| UCD            | Dublino (Belfield)   | UCD Bowl          | 3º posto in First Division    |
| Wexford Youths | Crossabeg            | Ferrycarrig Park  | 7º posto in First Division    |

## Classifica finale
|  | Pos. | Squadra        | Pt | G  | V  | N  | P  | GF | GS | DR  |
|  | ---- | -------------- | -- | -- | -- | -- | -- | -- | -- | --- |
|  | 1.   | UCD            | 57 | 27 | 17 | 6  | 4  | 59 | 29 | +30 |
|  | 2.   | Finn Harps     | 54 | 27 | 16 | 6  | 5  | 46 | 22 | +24 |
|  | 3.   | Shelbourne     | 50 | 27 | 13 | 11 | 3  | 52 | 21 | +31 |
|  | 4.   | Drogheda Utd   | 49 | 27 | 14 | 7  | 6  | 50 | 27 | +23 |
|  | 5.   | Longford Town  | 45 | 27 | 13 | 6  | 8  | 54 | 36 | +18 |
|  | 6.   | Galway United  | 37 | 27 | 10 | 7  | 10 | 41 | 36 | +5  |
|  | 7.   | Cabinteely     | 30 | 27 | 9  | 3  | 15 | 32 | 45 | -13 |
|  | 8.   | Cobh Ramblers  | 29 | 27 | 8  | 5  | 14 | 24 | 41 | -17 |
|  | 9.   | Wexford Youths | 17 | 27 | 4  | 5  | 18 | 23 | 59 | -36 |
|  | 10.  | Athlone Town   | 7  | 27 | 1  | 4  | 22 | 16 | 81 | -65 |

Legenda:

      Promossa in League of Ireland Premier Division 2016

 Ammessi ai play-off promozione

Note:

Tre punti a vittoria, uno a pareggio, zero a sconfitta.
La classifica viene stilata secondo i seguenti criteri:
- Punti conquistati
- Differenza reti generale
- Reti totali realizzate

## Play-off promozione

### Semifinali
|              | Risultati       |              | Luogo e data   |
| ------------ | --------------- | ------------ | -------------- |
| Drogheda Utd | 0 - 1           | Shelbourne   | 5 ottobre 2018 |
| Shelbourne   | 1 - 2 (2-4 dtr) | Drogheda Utd | 8 ottobre 2018 |
|              |                 |              |                |

### Finale
|              | Risultati |              | Luogo e data    |
| ------------ | --------- | ------------ | --------------- |
| Drogheda Utd | 1 - 1     | Finn Harps   | 12 ottobre 2018 |
| Finn Harps   | 2 - 0     | Drogheda Utd | 19 ottobre 2018 |
|              |           |              |                 |

### Finale promozione/retrocessione
|            | Risultati |            | Luogo e data                |
| ---------- | --------- | ---------- | --------------------------- |
| Finn Harps | 1 - 0     | Limerick   | Ballybofey, 29 ottobre 2018 |
| Limerick   | 0 - 2     | Finn Harps | Limerick, 2 novembre 2018   |
|            |           |            |                             |

## Statistiche

### Classifica marcatori
| Gol |  |  | Giocatore        | Squadra         |
| --- |  |  | ---------------- | --------------- |
| 15  |  |  | David O'Sullivan | Shelbourne      |
| 14  |  |  | Georgie Kelly    | UCD             |
| 13  |  |  | Dylan McGlade    | Longford Town   |
| 11  |  |  | Sean Brennan     | Drogheda United |
| 11  |  |  | James English    | Shelbourne      |
| 10  |  |  | Conor Barry      | Galway United   |
| 9   |  |  | Eoin McCormack   | Galway United   |
| 9   |  |  | Gary O'Neill     | UCD             |
| 9   |  |  | Mikey Place      | Finn Harps      |
| 9   |  |  | Sam Verdon       | Longford Town   |